# حسن امداد
حسن امداد نویسنده و پژوهشگر فقید فارس است که از او آثار متعددی در حوزه فارس‌شناسی و سعدی پژوهی به یادگار مانده‌است.

## زندگی‌نامه
حسن امداد در سال ۱۳۰۰ در شهر شیراز متولد شد و پس از گذران دوران تحصیلات متوسطه از دانشکده ادبیات و دانشسرای عالی لیسانس تاریخ و جغرافیا گرفت. این پژوهشگر در دوران حیات خود تلاش‌های زیادی در پرورش دانش آموزان و دانشجویان انجام داد و سال‌ها دبیر و دبیرستان‌های شهر شیراز بود. او در پست رئیس دانشسرای عشایر فارس در کنار زنده یاد محمد بهمن‌بیگی در تربیت نسل داشن آموختگان عشایر استان فارس نقش مهمی داشت. منصور رستگار فسایی استاد دانشگاه دربارهٔ امداد می‌گوید: «هیچ محفل فرهنگی در شیراز بی وجود او به کمال نمی‌رسید و رونق افزای تمام انجمن‌ها و فعالیتهای فرهنگی فارس بود او مردی بود که می‌شد در همه جا با او، آبرومندانه و استوار ذخایر فرهنگی فارس را به تماشا گذاشت و به او بالید، خوب سخنرانی می‌کرد و به اندازه و مناسب و فرهیحته وارو در چار چوبی دقیق و از پیش طراحی شده داد سخن می‌داد و از اطناب و دراز گویی پرهیز می‌کرد.

## آثار
از حسن امداد آثار متعددی به جا مانده‌است که اغلب آنها توانسته‌است زوایای پنهانی از فرهنگ، تاریخ و جغرافیای استان فارس را روشن کند. از این پژوهشگر ۲۱ کتاب به جا مانده‌است که مهمترین آنها عبارتند از:
- دیوان وصاف شیرازی (۱۳۸۹)
- مجموعه آثار پزشکی (۱۳۸۹)
- فارس در عصر قاجاریه (۱۳۸۶)
- تاریخ آموزش و پرورش فارس از عهد باستان تا دوره معاصر (۱۳۸۴)
- سیمای شاعران فارس در هزار سال (۱۳۷۷)
- جدال مدعیان با سعدی (۱۳۷۷)
- انجمن‌های ادبی شیراز (۱۳۷۲)
- بانگ رحیل (۱۳۷۲)
- نزهه الزائرین (۱۳۵۹)
- ده سوره از قرآن مجید برای تدریس در دبیرستان‌ها (۱۳۴۱)
- تعلیمات مدنی (۱۳۴۱)
- فرهنگ نوآموز (۱۳۴۰)
- تاریخ گیتی (۱۳۴۰)
- شیراز در گذشته و حال (۱۳۳۹)
- راهنمای آثار تاریخی فارس (۱۳۳۹)
- تعلیمات اجتماعی (۱۳۳۸)
- فرهنگ دانش‌آموز (۱۳۳۸)
- املاء زبان فارسی (۱۳۳۷)
- جغرافیای گیتی (۱۳۳۶)
- سه شاهزاده تیره‌بخت (۱۳۲۵) و
- داستان فریدون (۱۳۲۳).[۲]

## مقالات
حسن امداد علاقه وافری به دو چهره بزرگ ادبی شیراز یعنی سعدی و حافظ داشت و موضوعات بیش ۱۲ مقاله او این دو شاعر به ویژه سعدی بود. «سفرهای سعدی»، «سعدی و مکتب ادبی شیراز» و «شیراز در عصر حافظ» از مهم‌ترین مقالات حسن امداد هستند. یاد نامه حسن امداد با عنوان افسانه حیات توسط دانشنامه فارس منتشر شده‌است.

## افتخارات
حسن امداد در طول سال‌ها تدریس در دبیرستان‌های شیراز و پژوهش، فعالیت‌های گسترده‌ای انجام داد و به واسطه این فعالیت‌ها جوایز و نشان‌هایی دریافت کرد: دریافت نشان فرهنگ به دلیل تألیفات مؤثر، دریافت نشان طلا و لوح سپاس بنیاد فارس شناسی، دریافت لوح تقدیر و سپاس انجمن آثار و مفاخر فرهنگی و چاپ کتاب ویژه بزرگداشتش در سال ۱۳۸۱،
دریافت لوح تقدیر و سپاس مرکز سعدی‌شناسی، چاپ تمبر یادبود امداد با تصویرش توسط بنیاد فارس‌شناسی و اداره پست فارس، دریافت لوح تقدیر و سپاس از سازمان میراث فرهنگی از جمله این افتخارات هستند.

## درگذشت
حسن امداد ۲۹ آذر سال ۱۳۸۹ در سن ۸۹ سالگی از دنیا رفت و پیکر او پس از تشییع در حافظيه شيراز جوار آرامگاه حافظ به خاک سپرده شد.